# Plessis-Barbuise
Plessis-Barbuise ist eine französische Gemeinde mit 183 Einwohnern (Stand: 1. Januar 2022) im Département Aube in der Region Grand Est. Sie gehört zum Arrondissement Nogent-sur-Seine und zum Kanton Nogent-sur-Seine. Zudem ist die Gemeinde Teil des 2006 gegründeten Gemeindeverbands Nogentais. Die Einwohner werden Plessiers genannt.

## Geographie
Plessis-Barbuise liegt rund 53 Kilometer nordwestlich von Troyes und rund 78 Kilometer ostsüdöstlich von Paris im Nordwesten des Départements Aube.
Nachbargemeinden sind Villenauxe-la-Grande im Norden und Westen, Montgenost im Norden und Nordosten, La Villeneuve-au-Châtelot im Osten und Südosten sowie Barbuise im Süden.

## Bevölkerungsentwicklung
| Jahr                       | 1793 | 1800 | 1806 | 1841 | 1851 | 1856 | 1911 | 1921 | 1962 | 1968 | 1975 | 1982 | 1990 | 1999 | 2006 | 2011 | 2016 |
| Einwohner                  | 217  | 238  | 247  | 257  | 273  | 267  | 184  | 163  | 125  | 116  | 101  | 100  | 94   | 125  | 143  | 157  | 196  |
| Quellen: Cassini und INSEE |      |      |      |      |      |      |      |      |      |      |      |      |      |      |      |      |      |

## Sehenswürdigkeiten
- Dorfkirche Saint-Barthélémy, 1860 auf den Resten der alten Kirche aus dem 12. Jahrhundert erbaut

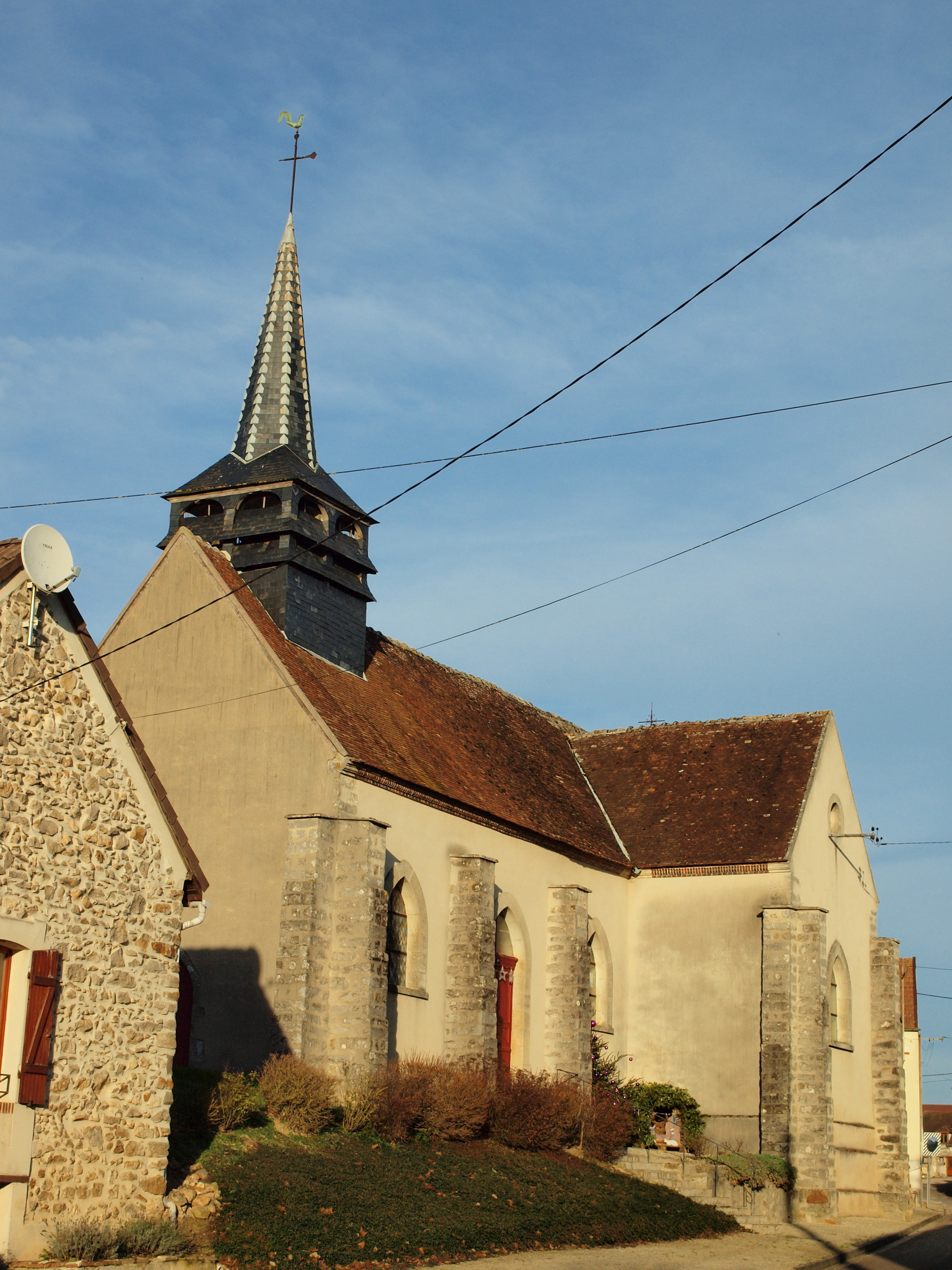
Kirche Saint-Barthélémy